# Ainuppijärvi
Ainuppijärvi är en sjö i Finland. Den ligger i kommunen Enontekis i landskapet Lappland, i den norra delen av landet, 900 km norr om huvudstaden Helsingfors. Ainuppijärvi ligger 436,3 meter över havet. Omgivningarna runt Ainuppijärvi är i huvudsak ett öppet busklandskap. Arean är 14,8 hektar och strandlinjen är 2,23 kilometer lång. Sjön  ingår i Kemi älvs huvudavrinningsområde. 